# 3334 Somov
A 3334 Somov (ideiglenes jelöléssel 1981 YR) a Naprendszer kisbolygóövében található aszteroida. Antonín Mrkos fedezte fel 1981. december 20-án.